# Makke Schneider
Makke Schneider (* 1974 in Dülmen) ist ein deutscher Schauspieler.

## Leben
Makke Schneider wuchs in seiner Geburtsstadt Dülmen auf, wo er auch am Clemens-Brentano-Gymnasium sein Abitur ablegte. In der Theater-AG seines Gymnasiums machte er auch erste Erfahrungen auf der Theaterbühne.
Er studierte von 1996 bis zum Abschluss-Semester 1999/00 Schauspiel an der Kunstuniversität Graz und erwarb dort den Magister der Künste (mag. art). Noch vor Abschluss seiner Ausbildung erhielt er im letzten Studienjahr für die Spielzeit 1999/00 ein Festengagement am Burgtheater Wien. Dort spielte er u. a. den Kadetten in Sven-Eric Bechtolfs Cyrano-Inszenierung.
Weitere Festengagements folgten an den Städtischen Bühnen Krefeld/Mönchengladbach (2000–2003), am Stadttheater Bremerhaven (2003–2006) und am Schauspielhaus Graz (2006–2010). Gastengagements hatte er in diesen Jahren an den Vereinigten Bühnen Bozen (2003; als Philipp in Das Maß der Dinge von Neil LaBute), am Grenzlandtheater Aachen (2004; als Bassanio in Der Kaufmann von Venedig) und bei der RuhrTriennale (2004).
Seit 2010 arbeitet er, nach über 10 Jahren im Festengagement, als freiberuflicher Schauspieler. Theaterengagements hatte er am Theater der Keller in Köln (in den Jahren 2010 und 2011; u. a. als Jago in Othello), am Freien Werkstatt Theater Köln (2012), am Theater im Bauturm in Köln (2012–2015; als Tempelherr in Nathan der Weise) und am Wolfgang Borchert Theater in Münster (2014; in Moritz Rinkes Wir lieben und wissen nichts).
2013 gastierte er beim Sommertheater Burg Satzvey in der Rolle Blackbeard im Oper-Air-Stück Der Fluch der Piraten. Seit 2013 gehört Schneider auch zum regelmäßigen Schauspieler-Ensemble der Landesbühne Rheinland-Pfalz. Er trat dort als Albert in Die Leiden des jungen Werthers (2014), als Sekretär Wurm in Kabale und Liebe (2015) und als Gauß in Die Vermessung der Welt (2016) auf. 
Schneider übernahm auch Rollen in verschiedenen Film- und Fernsehproduktionen (u. a. in Alles was zählt, SOKO Köln, Wilsberg, Bettys Diagnose, Lindenstraße und Der Lehrer). 
Von September 2022 (Folge 3630) bis Juli 2023 (Folge 3794) war er in der 20. Staffel der Fernsehserie Rote Rosen in der männlichen Hauptrolle als Tierarzt Mathias Wilke zu sehen.
Er arbeitet außerdem als Synchronsprecher, als Rundfunksprecher, u. a. für den WDR, wo er zum festen Sprecher-Ensembles des WDR gehört, sowie als Sprech- und Kommunikations-Coach für verschiedene Unternehmen. Seit 2011 ist er außerdem als freier Dozent in der Ausbildung von Nachwuchsschauspielern tätig.
Schneider lebt in Köln.

## Filmografie (Auswahl)
- 2011: Alles was zählt (Fernsehserie)
- 2013: SOKO Köln (Fernsehserie; Folge: Vatertag)
- 2015: Wilsberg: Bittere Pillen (Fernsehreihe)
- 2016: Bettys Diagnose (Fernsehserie; Folge: Herzrasen)
- 2017: Der Lehrer (Fernsehserie; Folge: Ganz der Papa!)
- 2017: Lindenstraße (Fernsehserie)
- 2017: Hinterm Vorhang (Abschlussfilm, FH Dortmund)
- 2019: Club der roten Bänder – Wie alles begann (Kinofilm)
- 2019: Die Klempnerin (Fernsehserie; Folge: Wer nach Rache strebt, hält seine eigenen Wunden offen)
- 2020: Marie Brand und die Liebe zu viert (Fernsehreihe)
- 2021: Das Weiße Haus am Rhein (Fernsehzweiteiler)
- 2022–2023: Rote Rosen (Fernsehserie)
- 2024: Aus dem Leben (Fernsehfilm)